# Sesshō-seki

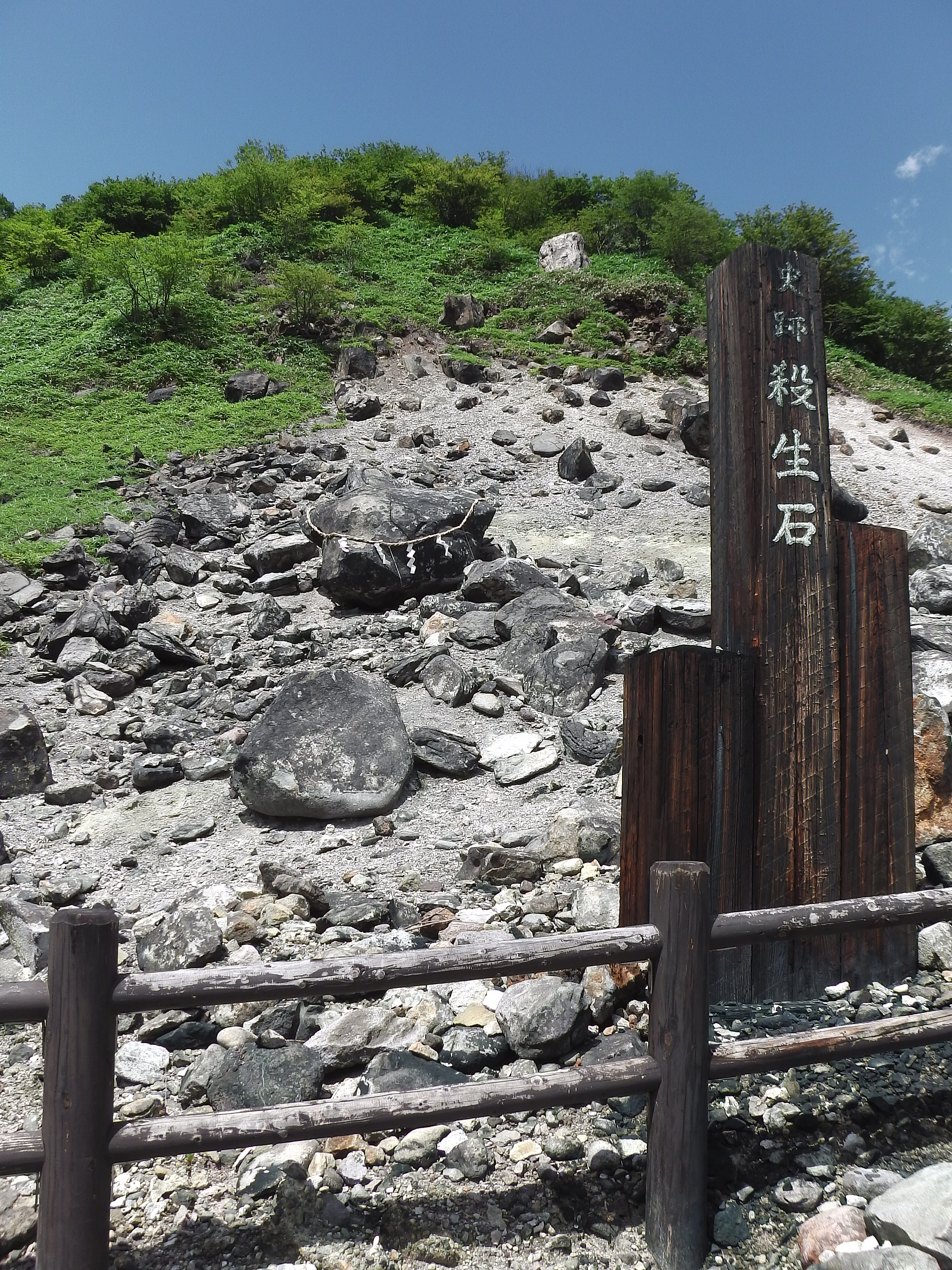
Sessho-seki nel 2016

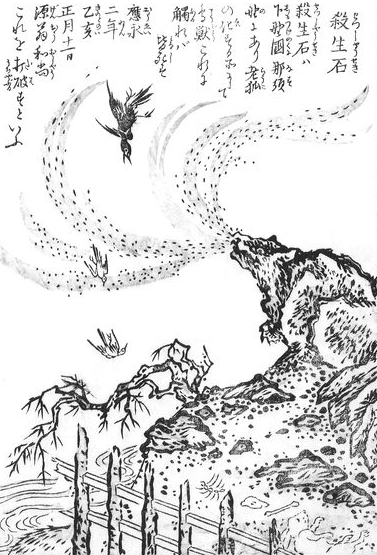
La Pietra Assassina, come ritratta nel Konjaku Hyakki Shūi di Toriyama Sekien

Il Sesshō-seki (殺生石? lett. “Pietra Assassina”) è una pietra presente nelle montagne vulcaniche di Nasu, un'area della prefettura di Tochigi, in Giappone, famosa per le sorgenti termali sulfuree. Nella mitologia giapponese, si dice che la pietra uccida chiunque vi entri in contatto.
Il 5 marzo 2022 è stato riferito che la pietra si sarebbe spaccata in due parti, probabilmente a causa di agenti atmosferici.

## Leggenda
Si crede che la pietra sia nata dalla trasformazione del cadavere di Tamamo-no-Mae, una bella donna che era in realtà una kitsune, yōkai del folclore giapponese. Ella lavorava per un malvagio daimyō che complottava di assassinare l'Imperatore Konoe e di prenderne il trono. Ma, come narrato nell'Otogizōshi, quando la donna-volpe fu uccisa dal famoso guerriero Miura-no-suke, il suo corpo divenne il Sesshō-seki.
Però, il Sesshō-seki era perseguitato da Hoji, un'altra reincarnazione di Tamamo-no-Mae, fino a quando il monaco buddhista Gennō Shinshō (源翁心昭?), dopo essere stato minacciato da Hoji, non eseguì dei riti per la purificazione della sua anima. Alla fine Hoji cedette a Gennō e lasciò Sesshō-seki.

## In letteratura
Nel suo famoso libro La Strada Stretta fino alla Gola del Nord (奥の細道?, Oku no Hosomichi), Matsuo Bashō scrisse di aver trovato la pietra a Nasu, nella Prefettura di Tochigi. 
C'è un'opera teatrale Nō sulla pietra, attribuita a Hiyoshi Sa'ami.
Il romanzo di Kido Okamoto Tamamo-no-Mae (玉藻の前), basato sulla leggenda della pietra, è stato adattato come anime, nel film La volpe con nove code (?, 九尾の狐と飛丸 (殺生石)Kyuubi no Kitsune to Tobimaru - Sesshouseki) (1968) di Shinichi Yagi.

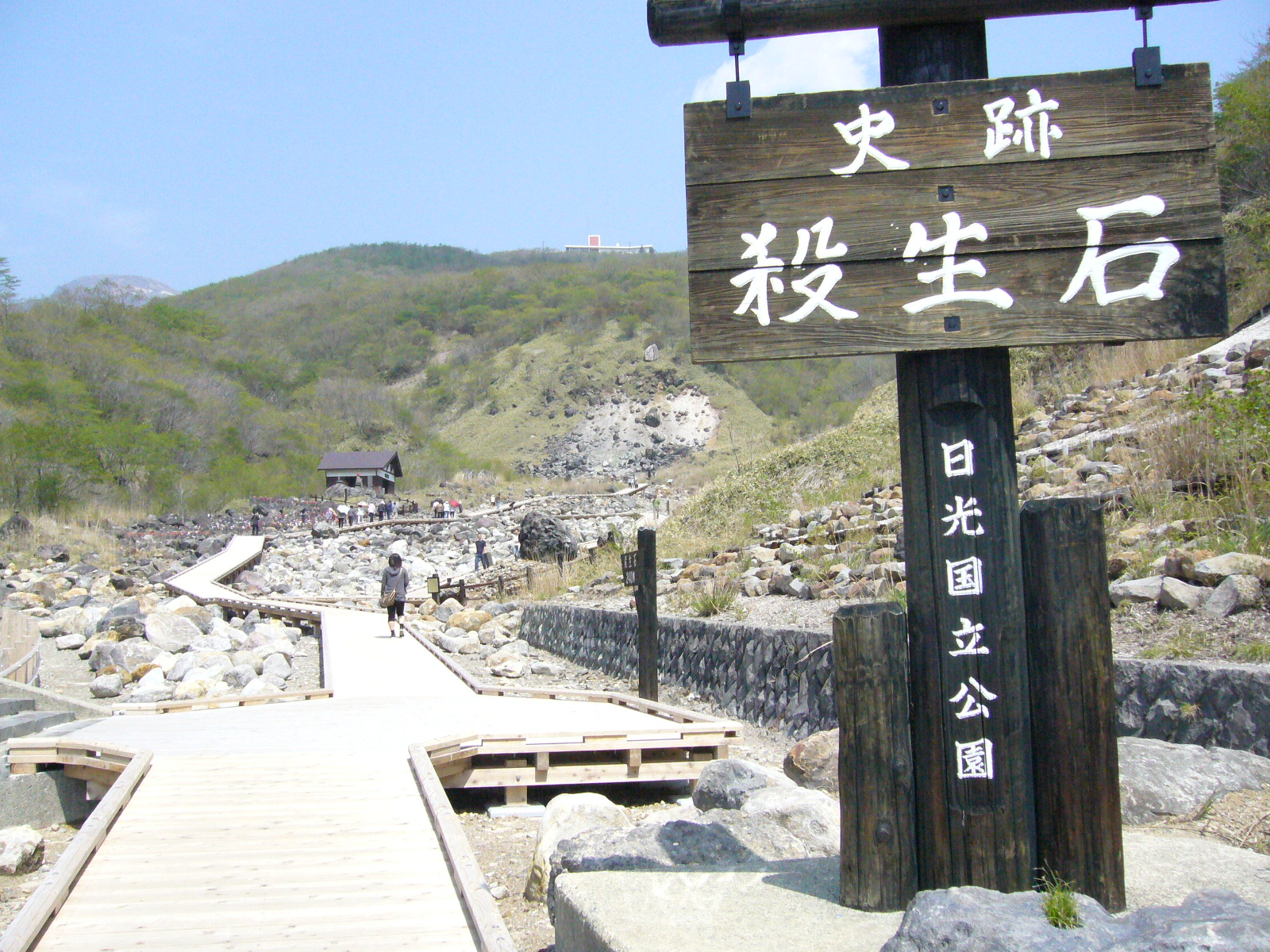
Ingresso della zona
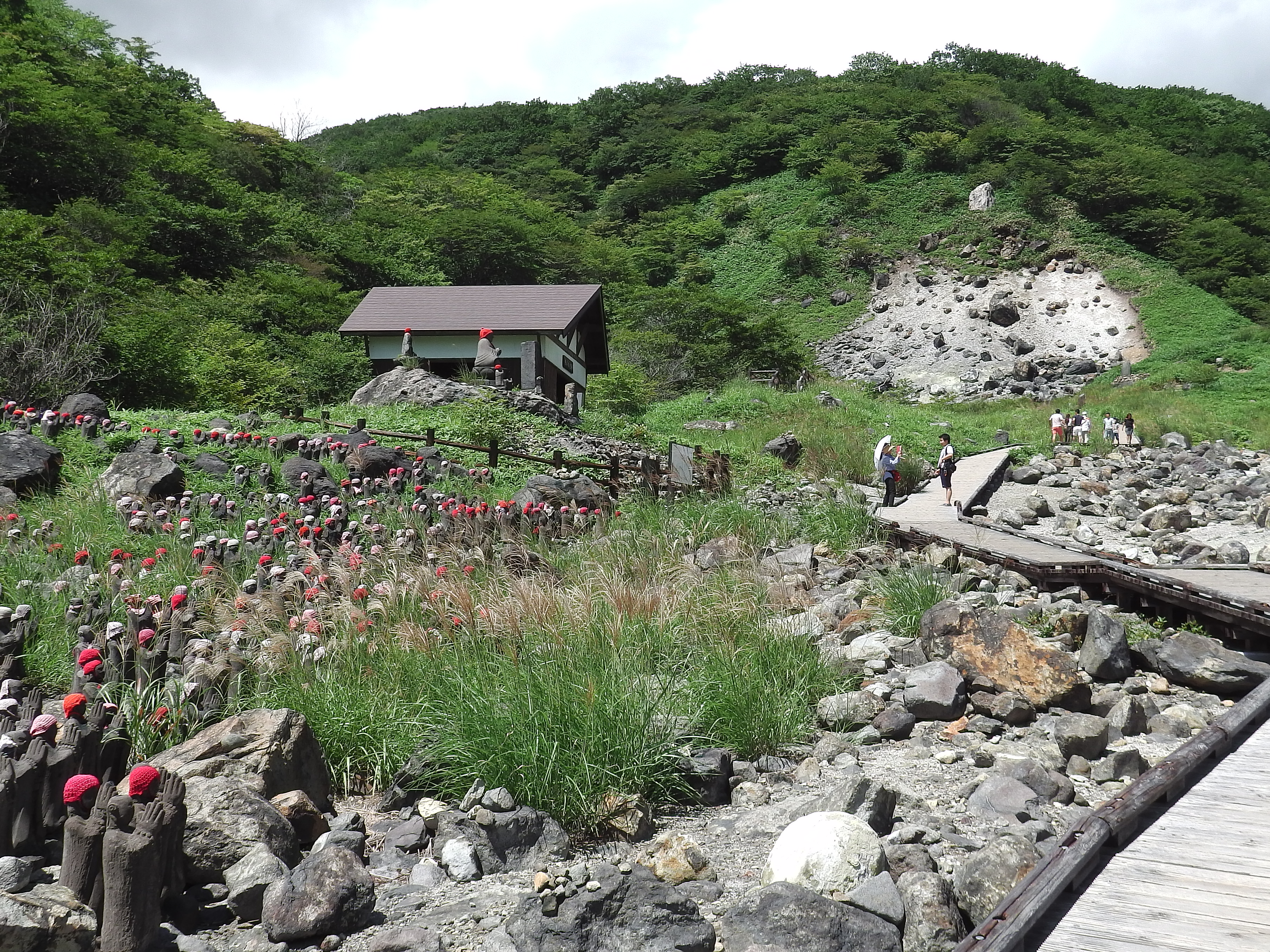
Statue di pietra di Kṣitigarbha di fronte alla Sesshō-seki
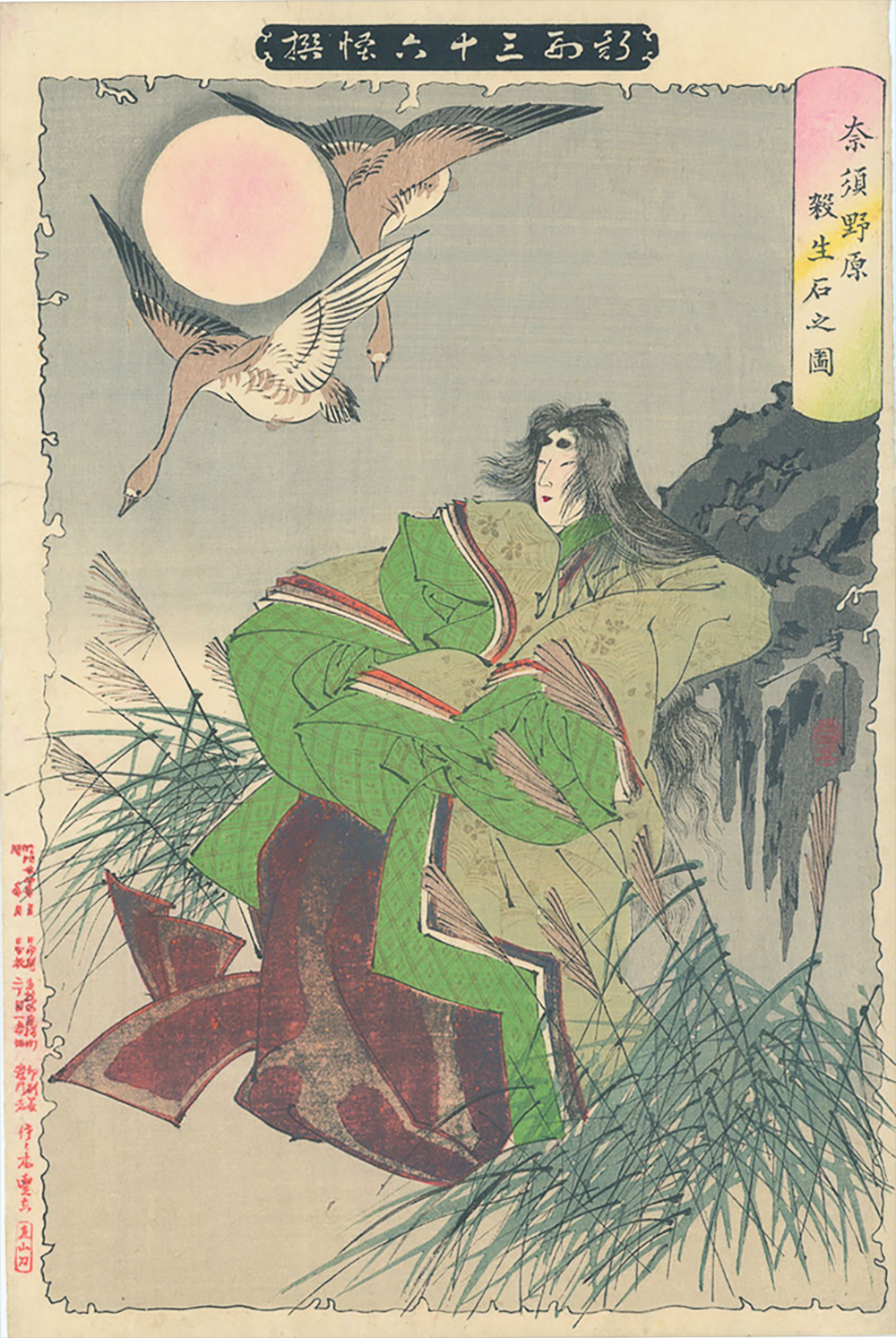
Stampa xilografica Tamamo-no-Mae di Tsukioka Yoshitoshi